# 21903 Wallace
A 21903 Wallace (ideiglenes jelöléssel 1999 VE12) a Naprendszer kisbolygóövében található aszteroida. Charles W. Juels fedezte fel 1999. november 10-én.